# Ingrid Lehmann

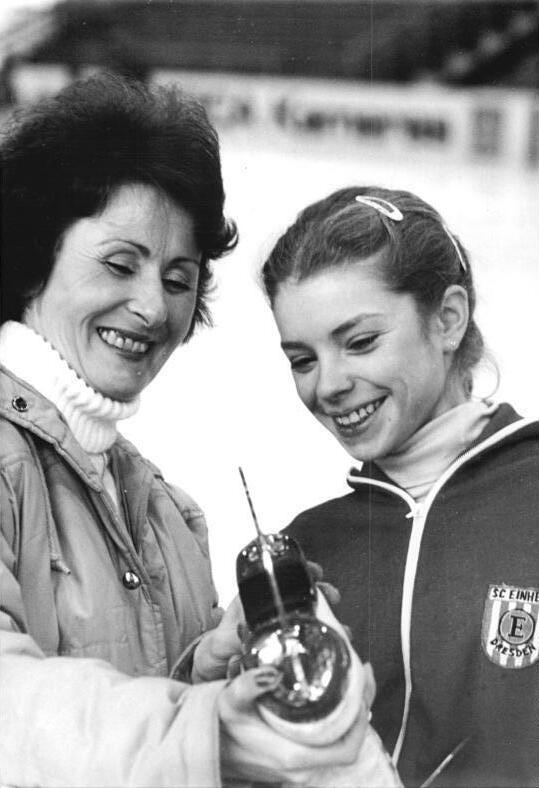
Trainerin Ingrid Lehmann und Schützling Simone Koch, 1982

Ingrid Lehmann ist die ehemalige DDR-Cheftrainerin im Eiskunstlauf.
Ingrid Lehmann trainierte in der Sektion Eiskunstlauf des SC Einheit Dresden viele DDR-Eiskunstläufer und hat in der Funktion als DDR-Cheftrainerin an vielen Europa- und Weltmeisterschaften sowie Olympischen Spielen teilgenommen. Sie trainierte u. a. die Sportler
- Simone Koch, Juniorenweltmeisterin 1983, DDR-Vizemeisterin 1987 (2.), EM-Teilnehmer 1985 (4.), 1988 (5.) und WM-Teilnehmer 1988 (8.)
- Hermann Schulz, DDR-Meister 1981, EM-Teilnehmer 1975 (8.), 1979 (7.), 1980 (5.), 1981 (4.), WM-Teilnehmer 1979 (12.), 1980 (10.) sowie Olympiade 1980 (11.)

Nach der Wende gehörte sie der Abteilung Eiskunstlauf des Eissportclubs Dresden (ESCD) an.
Die studierte Diplom-Sportlehrerin Ingrid Lehmann wurde nach der Wende Mitglied des wissenschaftlichen Beirats im Studienprogramm „Sportmanagement“ des Europäischen Instituts für postgraduale Bildung (EIPOS) an der TU Dresden. Unter ihrer Leitung erfolgte 1992 die Sanierung der Villa in der Goetheallee 24 für den Lehrgangsbetrieb des EIPOS. Ihr Ehemann Günter Lehmann war seit 1990 Vizepräsident des EIPOS.